# Blanqueig de diners
El blanquiment o emblanquiment de diners (també conegut en alguns països com a rentatge de capital, rentatge d'actius, rentatge de diners o blanquiment de capital) és l'acció de dissimular l'origen de diners adquirits de forma il·legal amb la finalitat de reinvestir-los en activitats legals. El blanqueig de diner és un element de les tècniques de la criminalitat financera que permet als delinqüents de disposar, utilitzar i gaudir del producte de les seves activitats delictives. El diner negre o bé, per contra, és el benefici o capital no declarat a hisenda, però que no necessàriament té un origen delictiu.

## Origen de l'expressió
Actualment l'expressió blanquiment de diners és força popular encara que per entendre a què es refereix cal anar a l'origen de l'expressió. Sobre aquest origen hi ha dues teories:
Els diners adquirits il·legalment s'anomenen popularment diners negres o diners bruts, sobretot quan són el producte dels delictes més execrables com el tràfic d'armes, el tràfic de droga, el segrest, el tràfic d'éssers humans o altres activitats mafioses. Transformar aquest diners negres o bruts en diners nets per tal de donar-los una aparença honrada pren el nom de blanquiment.
Un altre possible origen de l'expressió és el fet que l'any 1928 Al Capone un dels principals caps mafiosos de Chicago, va comprar una cadena de bugaderies anomenades Sanitary Cleaning Shops. Aquesta façana legal li permetia reciclar els diners obtinguts amb les seves activitats delictives, ingressant-los a les entitats financeres com si es tractés del producte de la seva activitat legal.
Al Capone mai no va ser detingut i condemnat pels nombrosos crims de tota classe que va realitzar. Per contra va anar a la presó condemnat per frau fiscal. Aquest fet demostra la gran importància i al mateix temps la gran dificultat que té el blanqueig dins de les organitzacions criminals.

## Els mètodes per blanquejar diners
La gran importància que per les organitzacions criminals té el blanqueig de diners, fa que dediquin gran part dels seus esforços a aquesta activitat. Per aquest motiu els mètodes utilitzats pels criminals per tal de blanquejar són múltiples i variats. A continuació detallem alguns dels mètodes més habituals i coneguts que utilitzen els blanquejadors:
- Compra de béns al comptat. La compra de béns d'elevat valor facilita als membre d'organitzacions criminals de poder gaudir del producte de les seves activitats. Mitjançant aquesta tècnica i revenent els productes adquirits també blanquegen diner. Habitualment si es tracta de productes d'alt valor els posen o els inscriuen a nom d'homes de palla, encara que els utilitzen ells.
- Casinos. Compra de fitxes de casinos amb diner en efectiu i obtenció de xecs un cop descanviades novament les fitxes.
- Loteries. Compra en efectiu i amb una "prima" de bitllets de loteria premiats per tal de donar aparença legal als diners.
- Empreses legals amb ingressos en efectiu. Compra d'empreses amb activitats legals que ingressin grans quantitat en efectiu com restaurants, bars, discoteques i comerços de tota mena per tal d'incloure en els seus ingressos bancaris diners procedents d'activitats il·lícites inflant la xifra de negoci aparent de les activitats legals.
- Compra de béns amb valors alterats. Els blanquejadors compren terrenys i immobles dels quals n'escripturen i en paguen una bona part amb diner negre, sense declarar. Al cap del temps revenen els terrenys o immobles declarant el preu real, paguen els seus impostos per la plusvàlua aparentment produïda, i blanquegen el seu diner.
- Auto crèdits. El criminal tramet una suma de diner a un còmplice, aquest mitjançant uns documents preparats a l'efecte, fa un préstec al criminal que ja els utilitza legalment. El calendari de retorn del préstec dona als delinqüents un altre mitjà per justificar la circulació de diners. Per aprofitar els avantatges d'aquest sistema els préstecs es fan entre delinqüents i còmplices ubicats en diferents països.
- La tècnica dels barrufets o barrufeig. Consisteix a agrupar grans sumes de diners en comptes bancaris per mitjà de petits ingressos efectuats per un gran nombre de persones simulant que es tracta de petites operacions comercials.
- Complicitat bancària. Corrupció d'empleats de banca per tal de facilitar les operacions de blanqueig a les organitzacions delictives.
- Empreses de transferències de fons i agències de canvis. Faciliten en gran manera la mobilitat dels fons dels blanquejadors, el canvi d'una moneda a un altre i la transformació de diner en efectiu a diner ingressat en compte, xecs bancaris o xecs de viatge.

## Dispositius internacionals i estatals de lluita contra el blanqueig
Els membres de G-7, que més endavant va esdevenir el G8, van crear el 1989 el Grup d'Acció Financera contra el blanqueig de capital, GAFI. El GAFI és l'organisme internacional que marca les pautes de la lluita contra el blanqueig de diners i la lluita contra el finançament del terrorisme.
- A Andorra la Unitat d'Intel·ligència Financera d'Andorra (UIFAND)
- A França el Traitement du renseignement et action contre les circuits financiers clandestins (TRACFIN)
- A Espanya el Servicio Ejecutivo de la Comisión de Prevención del Blanqueo de Capitales e Infracciones Monetarias (SEPBLAC)